# Claudia Giordani
Claudia Giordani (n. 27 octombrie 1955, Roma, Italia) este o schioare alpină ce a reprezentat Italia, medaliată olimpică. A participat la 2 ediții ale Jocurilor Olimpice (1976, 1980) în care a câștigat o medalie de argint.